# Ram Vanji Sutar
Ram Vanji Sutar, indijski kipar * 19. februar 1925, Gondur, Dhule, Maharaštra, Indija
Oblikoval je Kip enotnosti, ki je z višino 182 metrov najvišji kip na svetu.

## Osebno življenje
Sutar se je rodil 19. februarja 1925 v vasi Gondur v okrožju Dhule v Maharaštri. Leta 1952 se je poročil s Pramilo.

## Kariera
Sutarjevo najbolj znano delo je Kip enotnosti, ki je najvišji kip na svetu, v Gudžaratu.  

## Nagrade
Leta 1999 je od indijske vlade prejel Padma Shri in leta 2016 Padmo Bhushan. Oktobra 2018 je Sutar prejel nagrado Tagore za kulturno harmonijo leta 2016. 